# Skákavka nosatcová
Skákavka nosatcová (Ballus chalybeius) je druh malého pavouka z čeledi skákavkovití. Je jediným druhem rodu Ballus vyskytujícím se na území České republiky.

## Popis
Jedná se o drobného pavouka, dorůstá délky 3–4 mm. Hlavohruď samice je tmavě šedá se dvěma světlejšími pruhy uprostřed. Mírně zploštělý zadeček je u samice hnědý, tmavě a světle kropenatý se dvěma nevýraznými tmavými skvrnkami vzadu na hřbetní straně. Samci jsou celkově tmavší, zadeček téměř černý, hlavohruď matně červenohnědá. Nohy jsou krátké, žlutohnědé s tmavými skvrnami, přední pár o něco mohutnější. Samci mají černé femury a tibie, červené pately a světlé metatarzy a tarzy. Je možná záměna s podobným druhem Ballus rufipes, vyskytujícím se ve Středomoří. Samice připomíná nosatce rodu Strophosoma, kterého tento druh zřejmě napodobuje.

## Rozšíření
Palearktický druh s výskytem i v severní Africe. V České republice od nížin až do pahorkatin hojný druh.

## Způsob života
Obývá suché listnaté a smíšené lesy. Lze ji nalézt v bylinném podrostu, spadaném listí, ale i na větvích v korunách stromů. Je aktivní ve dne, kdy vyhledává a loví drobný hmyz. Samci před pářením samici předvádějí přední pár nohou, aby upoutali pozornost. V létě splétají samice na spodní straně listů bílý pavučinový vak, kam ukládají kokon. Dospělci se nejčastěji vyskytují od května do srpna.